# Schwarzburg-Rudolstadt
Schwarzburg-Rudolstadt là một nhà nước thuộc Đế chế La Mã Thần thánh được cai trị bởi Nhà Schwarzburg từ thế kỷ XI, được nâng lên Thân vương quốc vào năm 1711 bởi Hoàng đế Leopold I của Thánh chế La Mã và giữ vị thế đó cho đến khi Thánh chế La Mã sụp đổ 1806 và Đế chế Đức sụp đổ vào năm 1918, sau Thế chiến thứ nhất. Lãnh thổ của nó hiện nay nằm trong bang Thuringia, Đức, với kinh đô là Rudolstadt.
Tuy diện tích của Schwarzburg-Rudolstadt rất khiêm tốn, nhưng nó đã thoát được khỏi Hòa giải Đức, khôn khéo luồn lách để vượt qua Chiến tranh Napoleon, gia nhập Đế chế Đức và chỉ chính thức chấm dứt tồn tại sau khi Đế chế này xụp đổ sau khi thất bại ở Thế chiến thứ nhất.